# Like This (The dB's)
Like This è il terzo album in studio del gruppo musicale statunitense The dB's, pubblicato nel 1984.

## Tracce
1. Love Is for Lovers
2. She Got Soul
3. Spitting in the Wind
4. Lonely Is (As Lonely Does)
5. Not Cool
6. Amplifier
7. A Spy in the House of Love
8. Rendezvous
9. New Gun in Town
10. On the Battlefront
11. White Train

## Formazione
The dB's
- Peter Holsapple – chitarra, voce
- Gene Holder – basso
- Will Rigby – batteria

Altri musicisti
- Mark Tomeo – pedal steel guitar
- Patrick Irwin – tastiera
- Rick Wagner – tastiera